# Litueche
Litueche è un comune del Cile della provincia di Cardenal Caro nella Regione del Libertador General Bernardo O'Higgins. Al censimento del 2002 possedeva una popolazione di 5.526 abitanti.

## Società

### Evoluzione demografica
| Censimento del 1992 | Censimento del 2002 |
| 5.466 ab.           | 5.526 ab.           |